# 3267 Glo
3267 Glo је Марсов тројански астероид. Приближан пречник астероида је 13,6 ,
а средња удаљеност астероида од Сунца износи 2,330 астрономских јединица (АЈ).
Инклинација (нагиб) орбите у односу на раван еклиптике је 24,005 степени, а орбитални период износи 1299,378 дана (3,557 године). Ексцентрицитет орбите астероида износи 0,294.
Апсолутна магнитуда астероида износи 13,1 а геометријски албедо 0,060.
Астероид је откривен 3. јануара 1981. године.